# Йенсен, Йонни
Йонни Йенсен (норв. Johnny Jensen; род. 17 февраля 1972, Тёнсберг) — норвежский гандболист, игравший на позиции линейного. Выступал за немецкие клубы Бад Швартау, Айсенах, Фленсбург-Хандевитт, а также норвежские клубы Саннефьорд, Нёттерёй и выступал за сборную Норвегии

## Карьера

### Клубная
Йонни Йенсен начинал профессиональную карьеру в норвежском клубе Саннефьорд. В 1999 году Йенсен перешёл в немецкий клуб Бад Швартау. В 2001 году Йенсен в составе клуба Бад Швартау выиграл кубок Германии. В 2001 году Йонни Йенсен перешёл в Айсенах. В 2003 году Йенсен перешёл в Фленсбург-Хандевитт. В составе Фленсбург-Хандевитт Йонни Йенсен стал чемпионом Германии. В 2010 году Йонни Йенсен вернулся в Норвегию и выступал за клуб Нёттерёй.

### В сборной
Йонни Йенсен выступал за сборную Норвегии с 1995 года по 2009 год. Йенсен выступая за сборную Норвегии сыграл 200 матч и забросил 288 мячей.

## Тренерская карьера
Йонни Йенсен был тренером норвежского клуба Нёттерёй с 2013 года по 2016 год.

## Титулы
Как игрок

- Чемпион Германии: 2004
- Кубок Германии: 2004, 2005
- Кубок ЕГФ: 2004